# カラー・ライン (レイシズム)
カラー・ライン（color line、皮膚の色の境界線）は、元々は奴隷制廃止後のアメリカ合衆国に存在した人種隔離を指して使われた用語。「The Color Line」というタイトルが付けられたフレデリック・ダグラスの記事は1881年に『ノース・アメリカン・レビュー』紙に掲載された。カラー・ラインというフレーズはW・E・B・デュボイスが著書『黒人のたましい（The Souls of Black Folk）』で繰り返し用いたことで有名になった。
今日ではこのフレーズは、奴隷制廃止と公民権運動の後もなお続く、現代のアメリカ合衆国の人種差別と合法化された人種隔離を指して使われる。

## 歴史

### 起源
「カラー・ライン（the color line）」というフレーズの正確な起源を特定することは困難である。しかしながら、このフレーズはリコンストラクション時代の新聞において特に黒人と白人の間の区別を指して頻繁に使用されていた。例えば、1869年7月7日の「Dispatch」のバージニア州リッチモンド号では二人の州知事候補の間を走る「カラー・ライン（color line）」が説明されていた。1870年代におけるこの用語の用例のほとんどは、かつての奴隷州の新聞紙上においてであり、選挙に関係していた。Newspapers.comの検索結果によって、1873年以降このフレーズが新聞に頻繁に見られるようになっていくことがわかる。
初期の用例には1871年のニューイングランド協会（the New England Society）の記念式典における演説の一部がある。このイベントでホーレス・ポーター（Horace Porter）将軍は、バージニアにおいて黒人部隊（black troops）と共に戦った結果としてカラー・ラインが誕生したのだと述べ、聴衆はそれをユーモアだと受け止めた.。カラー・ラインという用語は、1875年のミシシッピ州の選挙に関する合衆国上院の調査中に複数回登場している。ミシシッピ州アバディーンの前市長J・W・リー（J.W. Lee）ならびに同州のモンロー群保安官（Sheriff）は民主党の政策を「カラー・ライン政策（the color line policy）」だとした。1881年、フレデリック・ダグラスは「North American Review」というタイトルの記事を出した。彼はカラー・ラインを道徳の病になぞらえ、それに対して7つの提案を行った。ロンドンで1900年7月に開かれた第1回パン・アフリカ会議において、代表者たちはデュボイスが起草し署名した「世界の国々への提言（Address to the Nations of the World）」を採択した。この中には「20世紀の問題とはカラー・ラインの問題である（The problem of the Twentieth Century is the problem of the colour-line）」という文が含まれていた 。

### デュボイスの使用法
デュボイスは1899年の研究『フィラデルフィアの黒人（The Philadelphia Negro）』においてフィラデルフィアの黒人と白人の間の社会的交流について議論する際にカラー・ラインの概念を導入した。「人生の歩み全てにおいて黒人は自身の出席に対する異議、あるいは無作法な取り扱いに直面しがちである。そして友情や思い出の紐帯がカラー・ラインを越えて維持可能なほど強い事は滅多にない'」。デュボイスは白人が支配する空間に入るか否かという黒人のアメリカ人が直面する社会的ジレンマの様々な社会的文脈について議論し続けることで、この説明を続けている。その空間へ入っていかないということは「無関心の誹り」を受けることだが、そこへ入っていくということは「彼が傷つけられ、不快な公論を頻繁に行わなければならない」ことを意味する。
1903年の著作、『黒人のたましい（The Souls of Black Folk）』において、デュボイスはカラー・ラインというフレーズを「序想（The Forethought）」と題する序文で用いた。「その意味たるや、寛大なる読者よ、きっとあなたにも興味がなくもないであろう。なぜならば、二十世紀の問題とはカラー・ライン（皮膚の色の境界線）の問題だからである」。このフレーズは同書の2番目の論文「自由の夜明け（Of the Dawn of Freedom）」でも冒頭と終わりで使用されている。冒頭ではデュボイスは「二十世紀の問題は、カラー・ライン（皮膚の色による境界線）の問題、－すなわちアジア、アフリカ、アメリカ、海洋諸島における色の黒い人種と色の白い人種との間の関係である。」と書いている。末尾ではデュボイスは文章を「二十世紀の問題は、カラー・ライン（皮膚の色による境界線）の問題である（The problem of the twentieth century is the problem of the color-line）」で終わらせている。これはこの意見についてより頻繁に引用される文である。
デュボイスが『黒人のたましい』の中で予見したこの3つのカラー・ラインの用例の中には広い意味合いが存在し、この非常に短い文章の中でデュボイスは読者に3つの思考の形（incarnations）を提供している。これらの相違は、この書籍の一部が元々は連載（その多く「The Atlantic Monthly」に掲載）であったことから生じたものかもしれない。最初の用例は直接的な言及で読者を引き込み、2番目の用例はデュボイスが「二十世紀の問題とは、カラー・ラインの問題である」と考えていた世界の地域全てを特定までしている。全ての用例は、直接的であろうと間接的であろうと、カラー・ラインがアメリカ合衆国の国境の外にまで延びていることを暗示している。

#### カラー・ラインという用語に対するデュボイスの姿勢の変化
数十年後の1952年、ガーナに移住する9年前、デュボイスは雑誌『Jewish Life』に寄稿した論文でポーランド旅行中の経験と「カラー・ライン」という自らのフレーズに対する姿勢の変化について書いた。「黒人とワルシャワ・ゲットー（The Negro and the Warsaw Ghetto）」と題するこの短い論文において、デュボイスは彼の3回のポーランド旅行、とりわけ1949年の3度目の旅行について書いた。この旅行の間に彼はワルシャワ・ゲットーの廃墟を見た。デュボイスは次のように書いている。

この3度の訪問、特にワルシャワ・ゲットーを見た結果は、世界におけるユダヤ人問題を明確な理解したという以上に、黒人問題の真の、そして完全な理解を得たということだった。そもそも、奴隷制の問題、解放、そしてアメリカ合衆国におけるカーストは私が長い間考えていたような固有の独特なものではもはやなかった。それは単に皮膚の色や物理的、人種的特徴の問題ではなかったのだ。これは私にとって学び取るのが特に難しいことであった。なぜなら、生涯にわたってカラー・ラインは現実であり悲哀の紛れもない原因であり続けたのだから。

彼は次のように続けている。「違ったのだ、私が関心を持っていた人種問題は色、体格、信仰、地位の境界線を横切って、文化的様式と歪んだ教育と人間の憎悪と偏見の問題であり、これがあらゆる人々に届き全ての人に終わりの無い悪をもたらしたのだ」。これらの文章は、皮膚の色による差別を越えてその他の差別を含むというデュボイスの元々のカラー・ラインの定義の拡張を反映しているため注目に値する。デュボイスはまた、当初彼が想像した「カラー・ラインの問題」がアメリカ合衆国に存在するものであり、全世界で等しく現れてはいないことを認識し定義を縮小した。差別はあらゆる場所に存在していたが、デュボイスは単純な黒人対白人を超えた差別に思考を広げた。

### 20世紀の文学と文学理論における用例
デュボイスからの引用とカラー・ラインというフレーズは学術分野・非学術分野問わず、20世紀の多数の文書に見ることができる。ラングストン・ヒューズは自伝の中でこのフレーズを用いて次のように書いている。「リベラルな都市クリーヴランド（Cleveland）ではカラー・ラインが厳しく厳しく引かれ始めた。ダウンタウンの劇場やレストランは有色人種の入場を拒否しはじめた。地主たちは黒人の借主が近寄ると賃料を2倍、3倍にした" 」。20世紀の終わり近く、デューク大学の英語教授カーラ・F・C・ハロウェイは英語研究者の全国会議（the National Conference of Researchers of English）での彼女の基調講演でこのセンテンスを中心として次のように述べた「恐らく、彼が洞穴の中に座っている間、あるいは彼が大学のオフィスで学問的混乱の只中にある中、デュボイスはこの論文における私の考察の中心となるこの壮大な言葉－20世紀の問題はカラー・ラインの問題である－を書きました。
この文章の引用の一般的な例ではほとんどの場合、「カラー・ラインの問題」は暗黙の裡にアメリカ合衆国における問題としてのみ使用されていることに注意することが重要である。デュボイスの初期の使用法ではこの問題を世界各地、「アジア」「アフリカ」、そして「海洋諸島」まで広げており、「自由の夜明け（Of the Dawn of Freedom）」におけるデュボイスの思想では20世紀最大の問題である「色（color）」の普遍的排他性を暗示していた。しかし、「カラー・ライン」という用語の一般的な用例では通常アメリカ合衆国のみに言及しており、デュボイスが彼の初期の論文で認識していたものとは異なるかもしれない。

## 現在の用例
このフレーズは現代の口語（vernacular）および文学理論でも使用されている。例えば、『ニューズウィーク』は今も続くアメリカにおける人種差別の悪病について取り上げた「カラー・ラインの問題（The Problem of the Color Line）」と題するアンナ・クィンドレンの作品を公表した。活字の世界でのみ見られるというわけではなく、PBSはヘンリー・ルイス・ゲイツ・ジュニアと共に「カラー・ラインを越えたアメリカ（America Beyond the Color Line）」と題するドキュメンタリー・シリーズを制作した。これはアメリカ合衆国の4つの地域におけるアフリカ系アメリカ人のコミュニティを取り扱ったものである。現代のジャーナリズムにおけるこのフレーズの使用は、奴隷制の廃止後も続いていた合法化された人種差別の下でさえこの用語が継続的に使用されていたことを映し出している。カラー・ラインという言葉には二重の意味が含まれている。1つにはは法律によって作り上げられたカラー・ラインを示し、もう1つにはは合衆国のアフリカ系アメリカ人の生活と他の市民の生活との間の事実上の不均衡を意味している。この用語はまた、ペンテコステ派が登場し北アメリカで成長するに連れて普及した。1906年から1909年にかけてロサンゼルスで開催された宗教的集会－the Azusa Street Revival－で、ジャーナリストおよびオブザーバーであり、初期の信者であったフランク・バートルマンは「誰もがアズサ（Azusa）に行かねばならないように思われた...カラードよりも遥かに多くの白人たちが来た。『カラー・ライン』は血で洗い流されていた」という有名な言葉を残している。